# Isola (Madesimo)
Isola (Isola in dialetto chiavennasco, in passato anche Isolato) è una frazione situata nel comune di Madesimo, con una popolazione di 43 abitanti..

## Geografia fisica
Isola dista circa 3 chilometri a nord-ovest dal capoluogo comunale. La frazione ospita la diga di Isolato e sorge sulle sponde del lago artificiale da essa creato.

## Storia
Fino al 1983 la frazione dava il nome al Comune di Isolato (in precedenza Comune di Isola), poi diventato Comune di Madesimo. 

## Monumenti e luoghi d'interesse

### Architetture religiose
La principale architettura religiosa di Isola è la chiesa dei Santi Giorgio e Martino, datata 1658, ma probabilmente già esistente fin dal Quattrocento. Nel 1886 venne messa a capo di una parrocchia che, esattamente cento anni dopo, venne unita aeque principaliter a quella facente capo alla chiesa di Santa Maria Maddalena in Pianazzo.
Una cappella ospita inoltre una pregevole statua in legno raffigurante la Madonna.